# Neodiplocampta caliginosa
Neodiplocampta caliginosa är en tvåvingeart som beskrevs av Tabet och Hall 1987. Neodiplocampta caliginosa ingår i släktet Neodiplocampta och familjen svävflugor.
Artens utbredningsområde är Kalifornien. Inga underarter finns listade i Catalogue of Life.